# تری فلوپرازین
تریفلوئوپِرازین (به انگلیسی: Trifluoperazine) که با نام‌های تجاری گوناگونی فروخته می‌شود، یک داروی ضدروان‌پریشی (آنتی سایکوتیک) نسل اول است که برای درمان اسکیزوفرنی استفاده می‌شود.  همچنین ممکن است در افراد مبتلا به اختلال اضطراب فراگیر کوتاه مدت استفاده شود؛ اما نسبت به بنزودیازپین‌ها کمتر ارجح است. این دارو علائم منفی اسکیزوفرنی را بیشتر می‌کند.  تریفلوئوپرازین از کلاس شیمیایی فنوتیازین است. 
تریفلوئوپرازین در دوزهای ۱، ۲، ۵ و ۱۰ میلی‌گرم موجود است.
رده درمانی: داروهای ضد روان‌پریشی نسل اول
گونه‌های دارویی: قرص و آمپول
تریفلوئوپرازین در بین داروهای ضد روان‌پریشی بیشترین عوارض اکستراپیرامیدال را دارد.

## موارد مصرف
تری فلوپرازین در کنترل روان‌پریشی بکار می‌رود، و در کنترل اختلال اضطراب منتشر، سرگیجه و تهوع نیز کاربرد دارد.
هیچ مدرک خوبی وجود ندارد که نشان می دهد تری فلوپرازین نسبت به آنتی سایکوتوتیکهای با قدرت پایین مانند کلروپرومازین ، کلروپروتیکسن ، تیوریدازین و لووموپرومازین برای اسکیزوفرنی موثرتر است ، اما به نظر می رسد که تری فلوپرازین اثرات منفی بیشتری نسبت به این داروها دارد. 

## مکانیسم اثر
تری فلوپرازین از گروه فنوتیازینها است. مکانیسم اصلی اغلب این داروها مهار گیرنده‌های دوپامینی در سلولهای مغز است.تری فلوپرازین دارای اثرات ضدآدررژیک مرکزی ،  آنتی دوپامینرژیک ،   و حداقل اثرات آنتی کولینرژیک است.  اعتقاد بر این است که با مسدود کردن گیرنده های دوپامین D 1 و D 2 در مسیرهای mesocortical و mesolimbic ، از بین بردن یا به حداقل رساندن علائم اسکیزوفرنی به عنوان توهم ،هذیان ، تفکر و گفتار بهم ریخته کار می کند،ولی علائم منفی شامل انزوای اجتماعی،ناتوانی در بروز احساسات و افسردگی را تشدید میکند.

## عوارض جانبی
کاهش فشار خون , یبوست , خشکی دهان , خواب آلودگی، سرگیجه، سردرد، بی قراری، مشکلات خواب، اختلال حافظه یا تمرکز، سبکی سر، تهوع، استفراغ، اسهال، تغییرات اشتها یا وزن، تغییر در قاعدگی و اختلالات جنسی و عوارض آنتی کولینرژیک،لرزش و خفگی.

### منع مصرف
تری فلوپرازین در دپرسانت CNS ، کما و دیسکرازی خون منع مصرف دارد. در بیماران مبتلا به اختلال کلیوی یا کبدی ، باید از تری فلوپرازین با احتیاط استفاده شود.